# Ансуз
| Название                  | Пра- германское | Древне- английское | Древне- английское | Древне- английское | Древне- скандинавское | Древне- скандинавское |
| ------------------------- | --------------- | ------------------ | ------------------ | ------------------ | --------------------- | --------------------- |
| Название                  | *Ansuz          | Ōs                 | Āc                 | Æsc                | Óss                   | Óss                   |
| Название                  | «ас, бог»       | «ас, бог»          | «дуб»              | «ясень»            | «ас, бог»             | «ас, бог»             |
| Форма                     | Старший футарк  | Футорк             | Футорк             | Футорк             | Младший футарк        | Младший футарк        |
| Форма                     |                 |                    |                    |                    |                       |                       |
| Unicode                   | ᚨ U+16A8        | ᚩ U+16A9           | ᚪ U+16AA           | ᚫ U+16AB           | ᚬ U+16AC              | ᚭ U+16AD              |
| Транслитерация            | a               | o                  | a                  | æ                  | ą                     | ą                     |
| Транскрипция              | a               | o                  | a                  | æ                  | ą, o                  | ą, o                  |
| МФА                       | [a(ː)]          | [o(ː)]             | [ɑ(ː)]             | [æ(ː)]             | [ɑ̃], [o(ː)]           | [ɑ̃], [o(ː)]           |
| Позиция в руническом ряду | 4               | 4                  | 25                 | 26                 | 4                     | 4                     |

А́нсуз (от прагерм. ansuz, ᚨ) — четвёртая руна старшего, младшего и англосаксонского футарков.
В старшем футарке (ᚨ) обозначает звук [a] и реконструированное её название *ansuz - «бог» или «представитель рода асов».
В младшем футарке (ᚯ, ᚬ) называется As или Oss (ас) и может обозначать звуки [ɔ], [æ], [o] и носовой [ɔ̃].
Также от неё происходят три англосаксонских руны: ᚩ (ōs, «бог» или «ас», звук [ɔ]), ᚪ (āc, «дуб», звук /a/), ᚫ (æsc, «ясень», звук [æ]).
В пунктированном футарке от этой руны происходит несколько символов: ᚰ [ɔ̃] и ᚮ [ɔ].
Олицетворяет порядок, защитниками которого в скандинавской мифологии являются Асы. Отождествляется со словом, знанием вообще и богом Одином, обретшим знания, вкусив Мёд поэзии.

## Упоминания в рунических поэмах[1]
| Поэма            | Оригинал                                                                                                | Перевод |
| ---------------- | --- | --- |
| Англосаксонская  | Ós biþ ordfurma · æfcre spræce, wísdómes wraþu · ond wítena frófor, ond eorla gehwám · éadnes on tóhiht | Бог (Ас) — источник (князь) всей речи, опора мудрости и утешение мудрецам, и каждому эрлу — благо и надежда. |
| Старонорвежская  | Óss er flæstra færða för; en skalpr er sværða.                                                          | Устье — цель большинства путешествий, и то же самое — ножны для меча.                                        |
| Древнеисландская | Óss er aldingautr ok ásgarðs jöfurr ok valhallar vísi.                                                  | Ас — древний Гаут, и Асгарда конунг, и Валгаллы вождь.                                                       |